# سیارک ۷۲۲۸
سیارک ۷۲۲۸ (به انگلیسی: 7228 MacGillivray، نامگذاری:1985GO) هفت هزار و دویست و بیست و هشتمین سیارک کشف شده‌است که در ۱۵ آوریل ۱۹۸۵ کشف شد.
قدر مطلق سیارک برابر ۱۴٫۰۰ است.